# The end of the world (angelaの曲)
「The end of the world」（ジ・エンド・オブ ザ ワールド）は、音楽ユニット・angelaの2作目のシングル。  2003年8月21日にスターチャイルドから発売された。

## 概要
- 表題曲「The end of the world」は、前作「明日へのbrilliant road」に続き、テレビ東京系列放送のテレビアニメ『宇宙のステルヴィア』のエンディングテーマとして採用されている。
- カップリングには「明日へのbrilliant road」のアレンジバージョンで同アニメの挿入歌に使用された「明日へのbrilliant road 〜second genesis〜」が収録されている。

## 収録曲
1. The end of the world [4:48]
作詞：atsuko、作曲：atsuko・KATSU、編曲：KATSU
  - テレビアニメ『宇宙のステルヴィア』エンディングテーマ
2. 明日へのbrilliant road 〜second genesis〜 [5:46]
作詞：atsuko、作曲：atsuko・KATSU、編曲：KATSU
  - テレビアニメ『宇宙のステルヴィア』挿入歌
3. The end of the world （off vocal version）
4. 明日へのbrilliant road 〜second genesis〜 （off vocal version）

## 収録アルバム
- 「The end of the world」
  - オリジナルアルバム『ソラノコエ』（#10） （2003年12月3日）
  - ベスト・アルバム『TREASURE BOX』（#3） （2007年12月12日）
  - ベスト・アルバム『angela all time best 2003-2009』（ディスク1-#3）（2018年10月24日）